# Revolución Legalista
La Revolución Legalista fue una de las guerras civiles venezolanas que tuvo como causa el movimiento continuista del presidente Raimundo Andueza Palacio quien quería perpetuarse en el poder mediante una reforma constitucional. Aunque constitucionalmente estaba estipulado que su período terminara el 20 de febrero de 1892, Andueza planeó reformar la Constitución con el fin de prolongar su estadía en el poder por dos años más, motivo por el que fue llamado continuista.

## Antecedentes
El gobierno de Raimundo Andueza Palacio a inicios de 1891 presentó al Congreso Nacional de Venezuela 2 proyectos de reforma a la Constitución de los Estados Unidos de Venezuela de 1881. El primero buscó establecer que el Congreso quedase autorizado para hacer enmiendas a la Constitución sin tener que convocar a una Asamblea Constituyente, el segundo incluía el regreso a la división territorial en 20 estados, el sufragio universal, directo y secreto, la representación proporcional de las minorías en los cuerpos deliberantes, la libertad de culto, el régimen municipal independiente, la abolición del Consejo Federal y la extensión a 4 años del período presidencial.

## Hechos

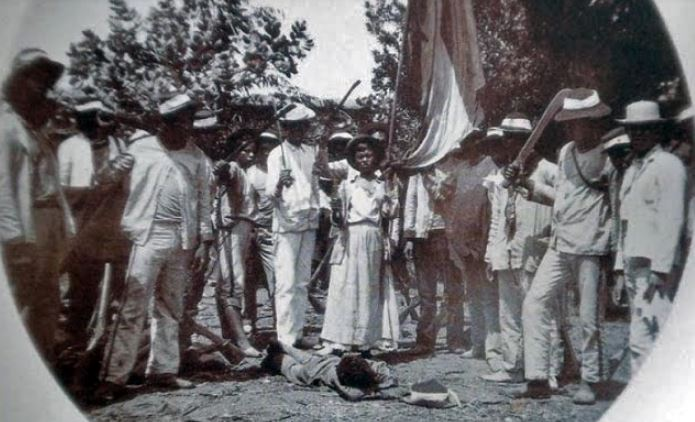
Soldados legalistas.

Joaquín Crespo se alzó en armas el 11 de marzo en su hato de «El Totumo», en el estado Guárico, dando inicio a la guerra que se extendió al resto del país. El gobierno nombró al general Sebastián Castañas, comandante del ejército, para que combatiera la revolución mientras se suman al movimiento legalista los generales Ramón Guerra, Wenceslao Casado y José Manuel Hernández, conocido como "El Mocho Hernández". El 15 de abril de 1892 inicia el Combate de Jobo Mocho donde Crespo derrota al ministro de guerra Sebastián Casañas y lo hace retroceder hasta Calabozo.
Ante los continuos fracasos militares del gobierno, Domingo Monagas Marrero, Luciano Mendoza y Julio F. Sarria presionan al presidente Raimundo Andueza Palacio que fue convensido de que su permanencia en el poder era la causa de la guerra por lo que entregó la presidencia a Guillermo Tell Villegas, pero Joaquín Crespo no reconoció al nuevo gobierno. Villegas dejó el poder el 31 de agosto sin nombrar sucesor. Su sobrino Guillermo Tell Villegas Pulido, consejero federal, ejerció un precario mandato.
Luciano Mendoza es nombrado jefe del ejército gubernamental y logra detener a Joaquín Crespo en el combate de la Cortada del Guayabo. Sin embargo, los continuistas son derrotados en la Batalla de Boquerón y la Batalla de Los Colorados.

## Desenlace

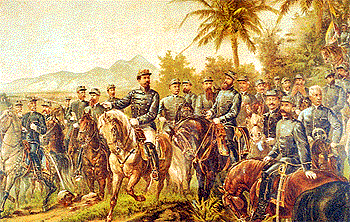
El General Joaquín Crespo y los jefes de la Revolución Legalista.

Joaquín Crespo entró en Caracas la noche del 6 de octubre a la cabeza de un ejército de 10.000 hombres y seguidamente se encargó del poder ejecutivo nacional. El 21 de junio de 1893 se firma una nueva Constitución que establecerá en su artículo 63, la votación directa y secreta, además de períodos presidenciales de 4 años en el artículo 71.